# Сенцяшка-Друга
Сенцяшка-Друга (пол. Sięciaszka Druga) — село в Польщі, у гміні Луків Луківського повіту Люблінського воєводства.
Населення — 309 осіб (2011).
У 1975-1998 роках село належало до Седлецького воєводства.

## Демографія
Демографічна структура станом на 31 березня 2011 року:
|          | Загалом | Допрацездатний вік | Працездатний вік | Постпрацездатний вік |
| -------- | ------- | ------------------ | ---------------- | -------------------- |
| Чоловіки | 156     | 44                 | 100              | 12                   |
| Жінки    | 153     | 24                 | 88               | 41                   |
| Разом    | 309     | 68                 | 188              | 53                   |